# 太平廣記
《太平廣記》，是宋代李昉等人編著的大型類書，基本上是一部按类编纂的小说总集，凡五百卷。

## 成書過程
太平興國二年（977年）三月，李昉、扈蒙、李穆、徐铉、赵邻几、王克贞、宋白、吕文仲等12人等人奉宋太宗的命令集體編纂，到隔年八月結束，因編成於太平興國年間，所以定名為《太平廣記》，和《太平御覽》同時編纂。全書五百卷，目錄十卷，共分九十二大類，下面又分一百五十多小類，例如畜獸部下又分牛、馬、駱駝、驢、犬、羊、豕等細目，專收野史以及小說雜著，其中以神仙、鬼、報應、神、女仙、定數、畜獸、草木、再生、異僧、徵應等十一類約佔全書之半。
《太平廣記》引書大約四百多種，大致篇末都註明了來源，但偶有錯誤。例如《太平廣記》卷一九四題作《僧俠》，云出自《唐語林》，但據汪紹楹考證：“明鈔本作出《酉陽雜俎》”。李昉等在奉詔編撰《太平廣記》後，曾向皇帝上過一表，提到此書宗旨“博宗群言，不遺眾善”，“編秩既廣，觀覽難周，故使採摭菁英，裁成類例”。
《太平广记》对于后世文学的影响很大，浦江清曾说“《太平广记》的结集，可以作为小说史上的分水岭”。宋人蔡蕃曾编《鹿革事类》、《鹿革文类》各三十卷，皆節錄《廣記》資料。《古今说海》、《五朝小说》、《说郛》等書多取材《廣記》。
《廣記》書中絕大部分小說都是唐代的作品，如六朝志怪、唐人傳奇等。《太平广记》還选编晚唐范摅《云溪友议》共四十七条。有些篇幅較小的書幾乎全部收錄，其中許多原書如《旌異記》、《啟顏錄》等已失傳，靠本書而得以流傳。書裡最值得重視的是第484至492卷，九卷雜傳記裡所收的《霍小玉傳》、《崔鶯鶯傳》、《李娃傳》、《東城老父傳》、《柳氏傳》、《長恨傳》、《無雙傳》等，都是唐人傳奇的名篇，最早見於本書。

## 流传
《太平廣記》明代以前很少刻本流傳。太平兴国三年（978年）八月十三日，李昉上表向宋太宗进《太平广记》。太平兴国六年（981年）正月，《太平广记》奉旨雕印版，旋即停止雕印。中止印行的原因按《宋会要》所言是“言者以为非学者所急，收墨版藏太清楼”。然而《广记》的流传并未中止，闵宽东认为它最晚于高丽文宗三十四年（1080年）就传入了朝鲜半岛。到了宋神宗熙宁年间，高丽使臣朴寅亮已经在诗作中引用《太平广记》的典故。今韩国仍有较早的《太平广记详节》，以宋本为底本。此外还有孙潜校宋本、沈与文野竹斋抄本和陈鳣校宋本三种具有宋本《广记》背景。南宋尤袤《遂初堂书目》记录了当时有《京本太平广记》，可能是福建建阳刻本，即建本。根据晁公武《郡斋读书志》，当时的《广记》不仅有全本，也有节本，如《鹿革事类》《鹿革文类》等书，都是《广记》的节本。本书在北宋中期以后逐渐有了更多的读者。
明代，刻书家重新开始着手刊刻《广记》。沈与文野竹斋抄本为目前最古的《太平广记》抄本。沈氏为嘉靖朝苏州的一位藏书家，其抄本今收藏于中国国家图书馆。嘉靖四十五年（1566年），谈恺据传钞本加以校补重印，稱《谈刻本》。今日宋朝刻本已佚，目前所存最古的刻本即是谈恺刻本。从谈刻本又衍生出明活字本，王重民先生以为应是隆庆、万历年间排印的。傅增湘指出，其源出于谈刻本，仍列谈恺跋与衔名于卷首。万历年间苏州藏书家许自昌以谈刻本为底本，加以校对，成为了许自昌刻本。
清初四庫全書館館臣收入《四庫全書》，一般認為缮录底本是《谈刻本》。但张国风指出，四库本的缮录底本是黄晟刻于乾隆二十年（1755年）的槐荫草堂本。

## 評價
- 胡應麟曾言：「《文苑》之蕪冗，《廣記》之怪誕，皆藝林所厭薄，而不知其有助於載籍者不鮮也。非《御覽》西京以迄六代諸史乘煨燼矣。非《英華》，典午以迄三唐諸文賦煙埃矣。非《廣記》汲冢以迄，五朝諸小說烏有矣。所錄本書，今十九不存，間存者往往賴此而完帙僅半，余恍忽睹其名耳。宋人雜說單行，本朝垂百數種，舍此遂無可別稽。故是編雖蕪冗，世莫得而廢也。……《廣記》之臚列詳明，紀例精密，灼然必傳，又當議於二典之外者也。」[13]

- 魯迅所輯《古小說鉤沉》和《唐宋傳奇集》，多取材於此書。他在《破〈唐人說薈〉》一文中指出：“我以為《太平廣記》的好處有二，一是從六朝到宋初的小說幾乎全收在內，倘若大略的研究，即可以不必別買許多書。二是精怪，鬼神，和尚，道士，一類一類的分得很清楚，聚得很多，可以使我們看到厭而又厭，對于現在談狐鬼的《太平廣記》的子孫，再沒有拜讀的勇气。”

## 相關考證
- 葉慶炳認為《太平廣記》引用他書文字，每任意刪節修正，而有三條則和《新唐書》一字不差，其非屬廣記原有，「周迪妻」、「封景文」、「高彥昭女」均在「十一人」之中。此三條蓋談愷據新唐書妄補，並非廣曰。[14]

## 逸事
- 据说徐铉想把自己的作品《稽神录》收进去，不敢自主，托人徵求李昉同意。倒是李昉很大方地说：“讵有徐率更言无稽者？中采无疑也。”，于是“此录遂得见收”。[15]

- 元好問〈劉景玄墓銘〉文中曾提到，劉景玄半個月就把整套《太平廣記》背誦無誤：“泰和中，予初识景玄于太原，人有为予言是家读《广记》半月而初无所遗忘者，予未之许也。”[16]